# Mount Inayawan Range Natural Park
Der Mount Inayawan Range Natural Park ist ein Naturpark und liegt auf dem Gebiet der Gemeinde Nunungan in der Provinz Lanao del Norte auf den Philippinen. Es wurde am 30. Juli 2007 mit Inkrafttreten des Präsidentenerlasses 1344 eingerichtet. 
Die Kernzone des Naturparks umfasst eine Fläche mit 3.632,74 Hektar und eine Pufferzone mit 889,04 Hektar im Gebirge des Mount Inayawan um den Lake Nunungan. Das Naturschutzgebiet umfasst eine Vielzahl von terrestrischen Ökosystemen wie den Regenwäldern. Der Lake Nunungan liegt 1535 Meter über dem Meeresspiegel.